# غوردون لينون
غوردون لينون (بالإنجليزية: Gordon Lennon)‏ هو لاعب كرة قدم بريطاني في مركز الدفاع، ولد في 15 فبراير 1983 في لارن في المملكة المتحدة، وتوفي في 7 يونيو 2009 في إنفرنيس في المملكة المتحدة. لعب مع نادي ألبيون روفرز ونادي بارتيك ثيسل ونادي دمبرتون ونادي ستنهاوسموير.

## وصلات خارجية
- غوردون لينون على موقع قاعدة بيانات كرة القدم.إي يو (الإنجليزية)
- غوردون لينون على موقع Soccerbase.com (لاعب) (الإنجليزية)